# Parc provincial de Nicolum River
Le parc provincial de Nicolum River (en anglais : Nicolum River Provincial Park) est un parc provincial de la Colombie-Britannique, au Canada. Le parc protège une petite zone située à la confluence des rivières Nicolum et Coquihalla.

## Géographie
Le parc est situé au sud-ouest de la Colombie-Britannique, dans le district régional de Fraser Valley dans le nord de la chaîne des Cascades. Situé à proximité de Hope, il abrite une petite zone située à la confluence des rivières Nicolum et Coquihalla. Il a une superficie de 24 ha et son nom provient de la rivière Nicolum (Nicolum River). 

## Milieu naturel
Parmi les espèces d'arbres de la région se trouvent la Pruche de l'Ouest, le Sapin de Douglas, le Thuya géant de Californie et l'Érable à grandes feuilles. Sous ceux-ci poussent le Polystic à épées et la Ronce remarquable.
La rivière accueille la Truite arc-en-ciel et la Dolly Varden. Par contre, aucun poisson anadrome ne se reproduit dans la région car en aval, la rivière est munie d'un barrière naturelle de six mètres de haut qui empêchent les poissons de remonter le courant. Les mammifères de passage sont représentés par le Cerf hémione, l'Ours noir ou le Coyote. Parmi les oiseaux se trouvent la Sittelle à poitrine rousse et la Paruline grise.